# ویکی‌پدیای ایرلندی
ویکی‌پدیای ایرلندی یک نسخه از ویکی‌پدیا به زبان ایرلندی است که در اکتبر ۲۰۰۳ شروع به کار کرد و تا تاریخ ۲۶ اوت ۲۰۱۰ با ۱۱۰۰۰ مقاله در رتبه ۹۲ قرار داشت.
این دانشنامه تا ۱۵ سپتامبر ۲۰۱۱ با بیش از ۱۳٬۲۰۰ مقاله در رتبه نودوهفتم ویکی‌پدیاها قرار دارد.